# Planjsko (Czarnogóra)
Planjsko (cyr. Плањско) – wieś w Czarnogórze, w gminie Pljevlja. W 2011 roku liczyła 8 mieszkańców.